# コバ・コインドレディ
コバ・ライン・コインドレディ（Koba Leïn Koindredi , 2001年10月27日 - ）は、ニューカレドニア・ヌメア出身のサッカー選手。スポルティング・クルーベ・デ・ポルトゥガル所属。ポジションはMF。

## クラブ経歴
地域リーグのユースチームを経て、2017年にRCランスと契約。ユースアカデミーで教練され、チームIIに昇格し、1試合に出場。
2019年1月24日、バレンシアCFとの契約を締結。傘下のバレンシアCF・メスタージャに配属され、4月14日にセグンダ・ディビシオンBのUBCコンケンセ戦で加入後初出場。2019-20シーズンはBチームの先発に定着し、16試合1ゴールを記録。同シーズン終盤にトップチームに昇格。2020-21.シーズンよりトップチームとの二種登録となり、2020年12月16日のコパ・デル・レイのタラサFC戦でトップチームデビュー。30日のグラナダCF戦でラ・リーガ初出場。2021年1月17日のコパ・デル・レイのADアルコルコン戦で、プロ初ゴールを決め、試合も2-0で勝利した。5月30日には2025年までの契約に合意した。2022年8月25日、レアル・オビエドにレンタル移籍。
2023年8月8日、GDエストリル・プライアにレンタル移籍。2024年1月30日に完全移籍となったが、その翌日にスポルティング・クルーベ・デ・ポルトゥガルに4年半契約で移籍した。

## 代表歴
2018年より各ユース世代のフランス代表でプレーし、2019年にはU-18代表でトゥーロン国際大会に出場した。